# 10803 Caléyo
10803 Caléyo (tên chỉ định: 1992 UK9) là một tiểu hành tinh vành đai chính. Nó được phát hiện bởi Tsutomu Seki ở Geisei Observatory ở Kōchi, Kōchi Prefecture, Nhật Bản, ngày 21 tháng 10 năm 1992. Nó được đặt theo tên Jose M. Caléyo, a jazz musician from La Habana, Cuba, who was inspired after seeing Comet Ikeya-Seki.